# Ecnomus karawalla
Ecnomus karawalla là một loài Trichoptera trong họ Ecnomidae. Chúng phân bố ở miền Australasia.